# Agathophytum acuminatum
Agathophytum acuminatum är en amarantväxtart som beskrevs av Philipp Johann Ferdinand Schur. Agathophytum acuminatum ingår i släktet Agathophytum och familjen amarantväxter. Inga underarter finns listade i Catalogue of Life.